# Новокантакузівка
Новокантакузі́вка —  село в Україні, у Мостівській сільській громаді Вознесенського району Миколаївської області. Населення становить 227 осіб. Колишній орган місцевого самоврядування — Козубівська сільська рада.

## Населення

### Мова
Розподіл населення за рідною мовою за даними перепису 2001 року:
| Мова            | Кількість | Відсоток |
| --------------- | --------- | -------- |
| українська      | 178       | 78.41%   |
| румунська       | 37        | 16.31%   |
| російська       | 9         | 3.96%    |
| вірменська      | 1         | 0.44%    |
| інші/не вказали | 2         | 0.88%    |
| Усього          | 227       | 100%     |